# Catalogul Hipparcos

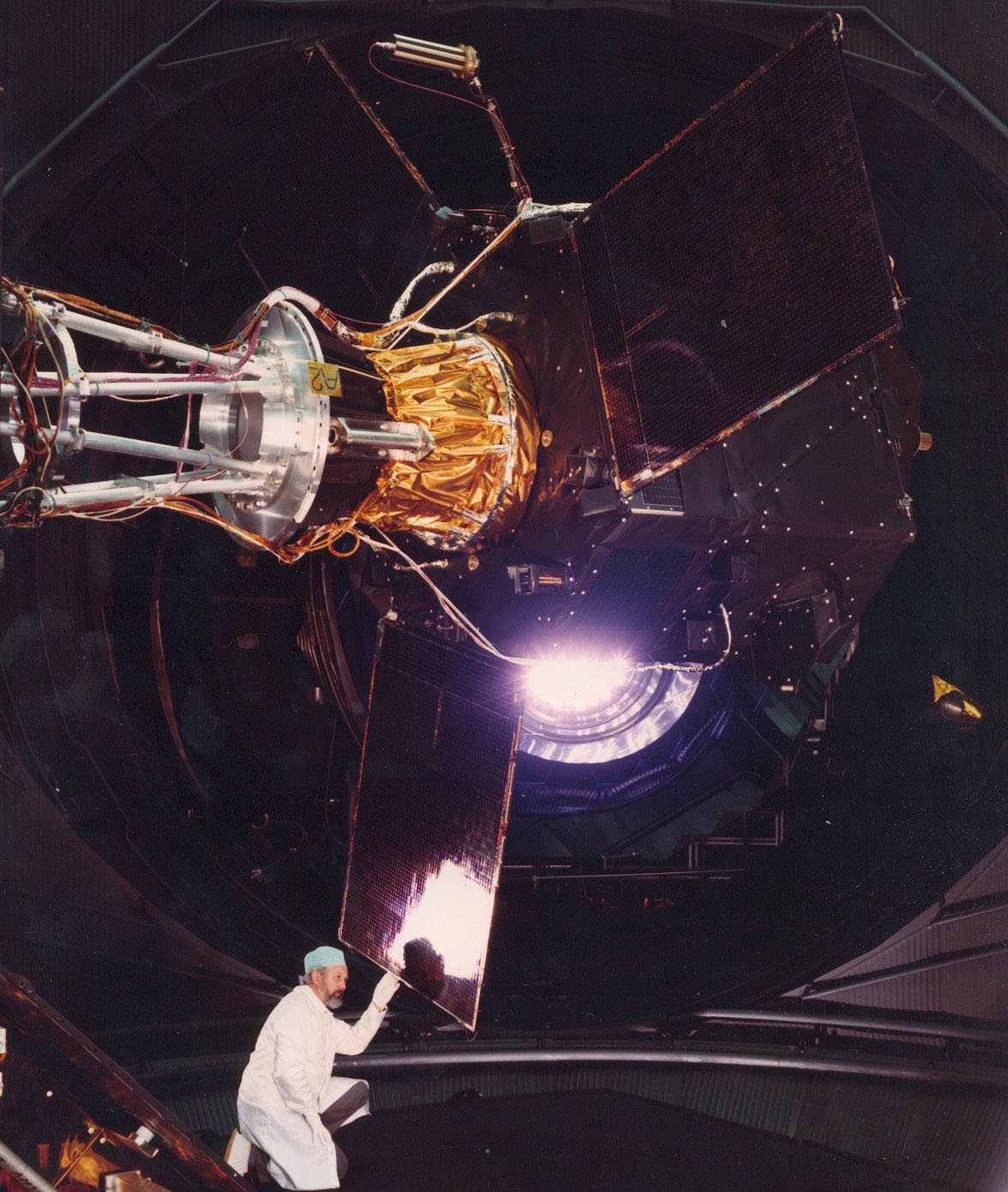
Satelitul Hipparcos, teste in simulatorul solar, ESTEC

Catalogul Hipparcos este un catalog stelar rezultat al misiunii spațiale astrometrice Hipparcos stimulată de către Agenția Spațială Europeană. Satelitul a funcționat între noiembrie 1989 și martie 1993 și a permis obținerea paralaxei a 118.218 de stele apropiate cu o precizie de o milisecundă de arc, coordonatele cerești fiind exprimate în referențialul ICRS.

## Descriere
Catalogul conține date astrometrice și fotometrice de înaltă precizie pentru un mare număr de stele:
- coordonate ecuatoriale ;
- mișcare proprie ;
- paralaxă ;
- magnitudini în benzile spectrale B, V și I.

Anexele listează și:
- 24 588 de stele multiple și dau parametri orbitali pentru un mic număr dintre ele;
- 8254 de stele variabile ;
- date astrometrice și fotometrice privitoare la Soare.

Acest catalog conține și sute de mii de stele, cu siguranță din Calea Lactee precum în Micul Nor al lui Magellan

## Urmări
De scris.

### Articole conexe
- Astrometrie
- Agenția Spațială Europeană
- Catalogul Tycho